# Johann Ernst Friedrich Thiele
Johann Ernst Friedrich Thiele (* 10. September 1773 in Ovendorf; † 19. April 1839 in Oldenburg) war ein deutscher Justizrat. Von 1837 bis 1839 war er Vorstand des „Haus- und Zentralarchivs“ des Großherzogtums Oldenburg (heutige Bezeichnung: Niedersächsisches Landesarchiv (Standort Oldenburg)).

## Leben
Thieles Eltern waren der Hannoverische Rittmeister Carl Heinrich Thiele und Amalie Margarethe Stricker, die Tochter des Kammerrats Stricker zu Schwartau. Er war das dritte von vier Kindern, zwei seiner älteren Brüder waren früh gestorben. Als Thiele im zweiten Lebensjahr war, starb auch sein Vater. Die Mutter zog allein nach Plön und nahm dort eine Stelle beim „gemütskranken“ Herzog Peter Friedrich Wilhelm als Kastellanin auf dem Schloss an. Die beiden Kinder Johann Ernst Friedrich und eine Schwester ließ sie in Schwartau. Später holte sie ihren Sohn nach, wo er „von ihr bei braven Bürgerleuten in Kost und Pflege gegeben, aufwuchs und die glehrte Schule besuchte“. Der Schriftsteller und Diplomat Woldemar Friedrich von Schmettau förderte den jungen Thiele in Plön. Auch der Herzog Peter Friedrich Wilhelm förderte den Jungen persönlich und unterrichtete ihn im Zeichnen und in der Französischen Sprache, außerdem beteiligte er sich erheblich an den Studienkosten. Ein weiterer Förderer war Prof. Dr. Bremer. Im Alter von 16 Jahren wurde Thiele als reif für die Universität erklärt, ging auf Wunsch der Mutter aber erst mit 17 Jahren an die Universität in Kiel. Dort studierte er zwei Jahre Rechtswissenschaft, ein weiteres Jahr studierte er in Jena. Thiele war ein fleißiger Student und machte in Kiel Bekanntschaft mit Andreas Wilhelm Cramer. Im Jahr 1796 war er als Sekretär bei der fürstbischöflichen Rentkammer in Eutin angestellt. Im Auftrag des Fürsten verwaltete er dann das Amt Kaltenhof und wurde 1804 erster Kammersekretär und im Folgejahr Kammerassessor. Während Peter I., der für den regierungsunfähig erklärten Peter Friedrich Wilhelm Regierungsadministrator des Herzogtums Oldenburg, während der Franzosenzeit in russischen Exil lebte, war Thiele für die Besorgung der Geschäfte des fürstlichen Privatvermögens verantwortlich. Als im September 1813 französische und dänische Truppen das Fürstentum Lübeck überzogen, brachte Thiele unter mehrfachen Einsatz seines Lebens die Gelder des Fürsten in Sicherheit. Im Jahr 1812 wurde er Kammerrat und im Jahr 1819 Regierungsrat. Im Jahr 1829 wurde er von Paul Friedrich August von Oldenburg zum Vorstand der Justizkanzlei ernannt. Er erhielt zunächst den Ehrentitel „Justizrat“, am 3. Januar 1834 dann den eines „geheimen Hofrats“. Thiele war außerdem seit 1830 gutsherrlicher Kommissar in den Schleswig-Holsteinischen Fideikommiss-Gütern des Großherzogs und des Gutes Tangstedt. Im Januar 1837 wurde er in den Rang eines „Staatsrates“ dem Kabinett zugestellt, er wurde Vorstand des „Haus- und Zentralarchivs“.
Dieses Archiv sollte in Oldenburg seinen Sitz haben. Die erste Aufgabe Thieles war es, die Urkunden und Akten aus den Spezialarchiven in Eutin auszusondern. Bis zu seinem Tod war diese Arbeit noch nicht vollendet. Thiele wurde mit dem Kleinkreuz des neugestifteten Verdienstorden Peter Friedrich Ludwigs ausgezeichnet.

## Familie
Johann Ernst Friedrich Thiele war dreimal verheiratet. Die erste Ehe ging er mit seiner Cousine ein. Sie war die Tochter des Pastors Volkmar zu Eurau im Holsteinischen. Aus der Ehe gingen fünf Kinder hervor. Die zweite Frau war eine Schwester der Ersten. Seine dritte Frau überlebte ihn, sie war die Tochter des Justizrats Eschen in Eutin.